# Sweet Brown Snail

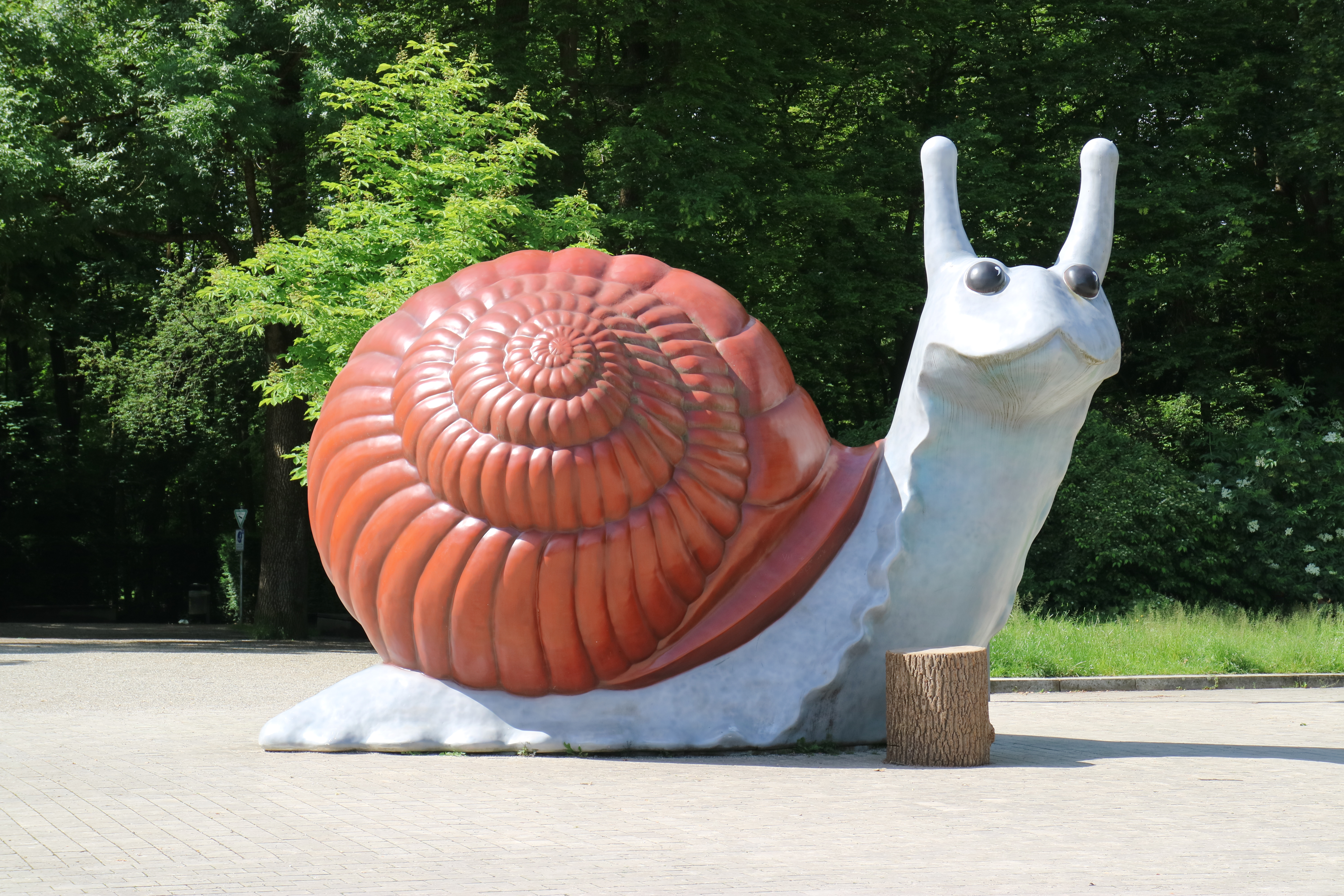
Sweet Brown Snail am Bavariapark

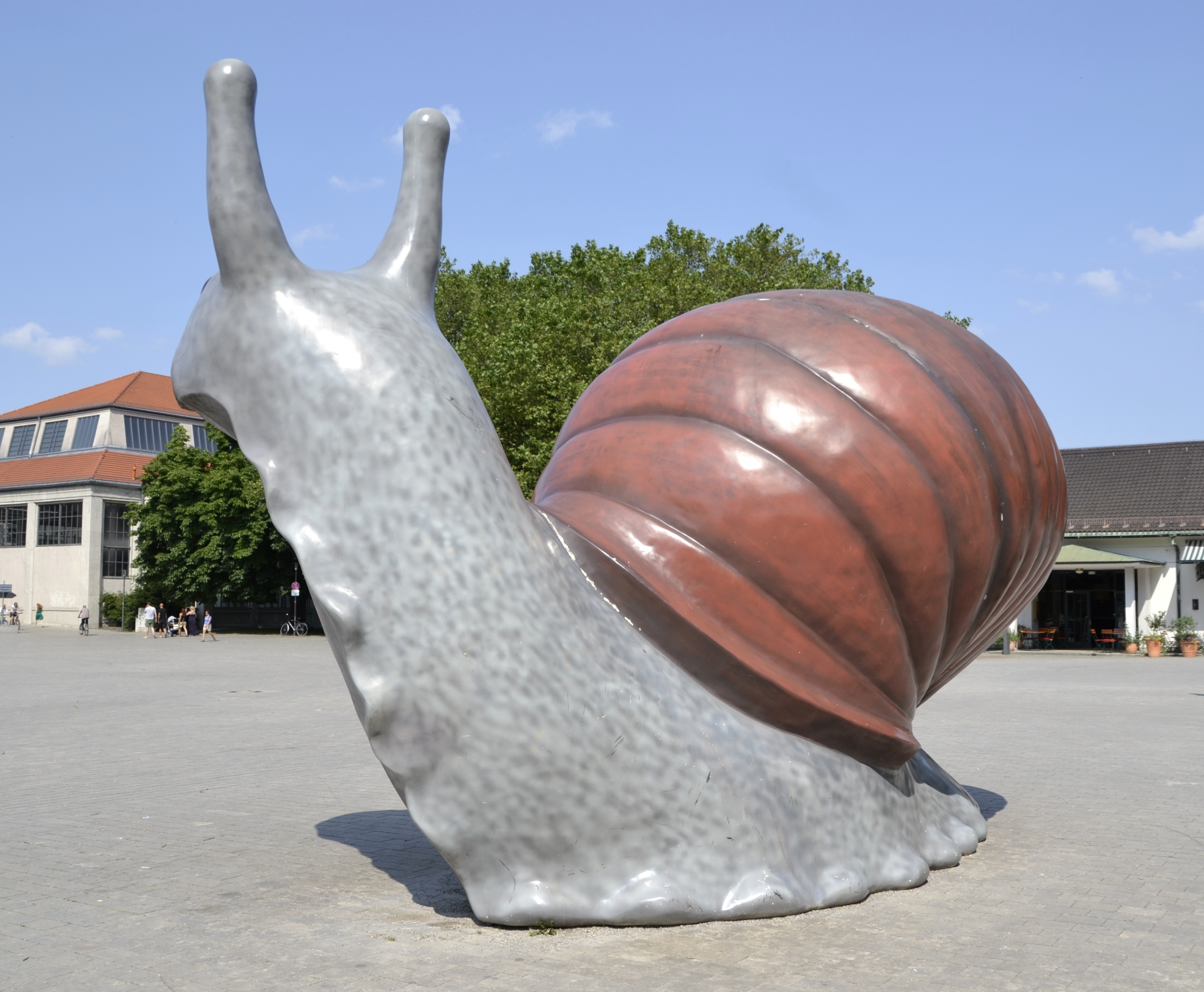
Die Schnecke von hinten

Sweet Brown Snail (englisch für Süße braune Schnecke) ist eine Fiberglasskulptur der US-amerikanischen Künstler Jason Rhoades und Paul McCarthy in der bayerischen Landeshauptstadt München. Sie steht seit 2007 am Bavariapark im Stadtteil Theresienhöhe.

## Geschichte
Jason Rhoades und Paul McCarthy erdachten Ende der 1990er Jahre die sogenannten Proppositions, eine Reihe von Kunstwerken, die mit den Begriffen „Prop“ (Requisit), „Property“ (Besitz) und „Position“ spielt. Eine dieser Proppositions besteht aus dem Sortiment eines Kiosks, das die beiden Künstler vollständig erwarben und in einem künstlerischen Kontext weiterverkauften. 2003 vergab das Baureferat der Stadt München im Rahmen seines Kunst-am-Bau-Programmes QUIVID an Rhoades den Auftrag, ein Kunstwerk für den Platz am Bavariapark zu entwerfen. Der Themenvorschlag lautete, passend zum dort neueröffneten Verkehrszentrum, „globale Geschwindigkeit“. Das Ergebnis ist die 4,5 Meter hohe Skulptur einer anthropomorphisierten Weinbergschnecke aus glasfaserverstärktem Kunststoff auf einer Stahlkonstruktion. Im Sommer 2019 musste die Spezialbeschichtung der Schnecke erstmals saniert und neu bemalt werden.
Von Mai bis September 2023 befand sich direkt vor der Skulptur die Kunstinstallation Schneckengarten der Bildhauerin Dana Lürken. Das anlässlich des Wettbewerbs „Public Art München – Annuale 2023“ realisierte partizipative Projekt wurde vom Kulturreferat mit 15.000 Euro gefördert und sollte die Leute zur Gartenarbeit bewegen. Es bestand aus einem Hochbeet mit 13 Kubikmetern Erde, die mit verschiedenen Nutz- und Zierpflanzen, darunter Salate, Tomaten und von der Stadtgärtnerei gestiftete Dahlien, besetzt war.

## Interpretation
Bei Sweet Brown Snail handelt es sich um die 29-fache Vergrößerung einer Tonfigur aus dem Nippessortiment eines Kiosks und damit ein Werk aus der Reihe Proppositions. Indem die Künstler den für die Dekoration des Hausinneren gedachten Nippes in eine übergroße Fiberglasskulptur transferieren und ins Freie setzen, spielen sie, wie Kunsttheoretiker Heinz Schütz schreibt, mit Emotionen und Proportionen. Die Niedlichkeit der Schnecke stünde dabei im Widerspruch zu ihrer Ehrfurcht gebietenden Größe. Obwohl Passanten neben der Skulptur klein wirken, ginge die Liebenswürdigkeit des Nippes nicht verloren. Damit ziele das Werk gleichermaßen auf „emotionale Identifikation“ und „rationale Distanzierung“ ab. Außerdem kann die Schneckenskulptur ironisch verstanden werden:

„Die Schnecke steht in ironischem Gegensatz zum Traum von Geschwindigkeit, verkörpert aber zugleich mit ihrem tragbaren Haus die Sehnsucht nach unbegrenzter Mobilität, wofür die Ausstellungsobjekte im Verkehrszentrum stehen.“

Auf diese Ironie wies auch die Schriftstellerin Heike Geißler in einem Beitrag für das Magazin Frieze hin, in dem sie von einem „sich langsam fortbewegenden Gastropoden gleich neben einer der Geschwindigkeit gewidmeten Institution“ schrieb. Sweet Brown Snail widerspreche „auf fundamentale Weise jeglicher Professionalität und wirke wie ein Gegenstück zu unserer sich unaufhörlich beschleunigenden Zeit“. Darüber hinaus erwähnte sie die sich wenige Meter hinter der Schnecke in Form einer Bronzeplastik aufbäumenden Wilden Pferde von Georg Roemer, die mit dem Weichtier nicht mithalten könnten. Mit ihrem einnehmenden Lächeln und dem kommaförmigen Glitzern in ihren schwarzen Kulleraugen gewinne die Schnecke aber ohnedies immer.